# 8533 Oohira
A 8533 Oohira (ideiglenes jelöléssel 1993 BM) a Naprendszer kisbolygóövében található aszteroida. Urata Takesi fedezte fel 1993. január 20-án.